# 熱海市立伊豆山幼稚園
熱海市立伊豆山幼稚園(あたみしりついずさんようちえん)は、熱海市にある公立幼稚園。
熱海市立伊豆山小学校と併設。